# Drum (U-Boot, 1941)
Die Drum, auch USS Drum, (Kennung: SS-228) war ein U-Boot der Gato-Klasse im Dienst der United States Navy. Gebaut wurde sie im Portsmouth Navy Yard in Kittery, benannt nach einem großen Zackenbarsch, der vor der Nordatlantikküste gefunden wurde. Die Drum diente im Zweiten Weltkrieg und absolvierte 13 Kriegseinsätze, wobei jeder ca. zwei Monate dauerte. Offiziellen Angaben zufolge versenkte sie 15 japanische Schiffe; die Crew reklamierte 27. Mit dieser Bilanz steht sie an 8. Stelle der U-Boote des Zweiten Weltkrieges, gemessen an der versenkten Tonnage feindlicher Schiffe.
Nach dem Zweiten Weltkrieg wurde die Drum außer Dienst gestellt und 1947 zur Ausbildung für U-Boot-Einsätze verwendet. 1969 wurde sie nach Mobile in Alabama gebracht, wo sie heute noch liegt und Teil des Battleship Memorial Park ist. Die Restaurierung wurde von verschiedenen Institutionen und Personen finanziert, u. a.:
- United States Submarine Veterans, Inc. (USSVI)
- U-Boot-Veteranen des Zweiten Weltkrieges
- Die Besatzung der Drum
- Spenden von Besuchern

Am 14. Januar 1986 wurde die Drum zu einem National Historic Landmark erklärt und als Konstruktion in das National Register of Historic Places aufgenommen.

## Geschichte und technische Daten
- Länge: 95 m
- max. Breite: 8,3 m
- Operationstiefe: 90 m
- max. Geschwindigkeit: 20 Knoten (Oberfläche), 8,75 Knoten (unter Wasser)
- Verdrängung: 2025–2080 Tonnen (Oberfläche), 2424 Tonnen (unter Wasser)
- Reichweite: 17.700 km bei 10 Knoten an der Oberfläche
- Unterwasserreichweite: 24 Stunden bei 2 Knoten
- Treibstoffkapazität: 357 m³
- Besatzung: 65 Mann und 7 Offiziere

- Stapellauf: 12. Mai 1941
- Indienststellung: 1. November 1941
- Außerdienststellung: 16. Februar 1946 in Portsmouth, New Hampshire
- Trainingsschiff: 1947–1967 in Washington D.C.
- inaktive Flotte: 1967–1969 in Norfolk
- in Mobile Alabama: 18. Mai 1969